# ریترسهوفن
ریترسهوفن (به فرانسوی: Rittershoffen) یک کمون در فرانسه با جمعیت ۹۴۲ نفر است که در Canton of Soultz-sous-Forêts واقع شده‌است.